# محمد عزیزف
محمد عزیزف (به روسی: Магомед Азизов؛ زادهٔ ۱۲ مهٔ ۱۹۶۹) یک کشتی‌گیر پیشین اهل روسیه است که در دسته‌های ۶۲–۶۳ کیلوگرم کشتی آزاد فعالیت می‌کرد. او یک مدال نقره (۱۹۹۴) و دو برنز (۱۹۹۵، ۱۹۹۷) مسابقات قهرمانی کشتی جهان و همچنین چهار عنوان قهرمانی مسابقات قهرمانی کشتی اروپا را کسب کرده است. عزیزف ملی‌پوش تیم ملی روسیه در دو دورهٔ پیاپی بازی‌های المپیک ۱۹۹۲ بارسلون و ۱۹۹۶ آتلانتا بود که در هر دو دوره به مقام پنجم رسید.